# Raionul Ciornobai, Cerkasî
Ciornobai (în ucraineană Чорнобаївський район, transliterat: Ciornobaiivskîi raion) este un raion în regiunea Cerkasî, Ucraina. Reședința sa este așezarea de tip urban Ciornobai.

## Demografie
Componența lingvistică a raionului Ciornobai
     Ucraineană (97,29%)
     Rusă (2,27%)
     Alte limbi (0,15%)
Conform recensământului din 2001, majoritatea populației raionului Ciornobai era vorbitoare de ucraineană (97,29%), existând în minoritate și vorbitori de rusă (2,27%).